# Matthiastor (Prager Burg)

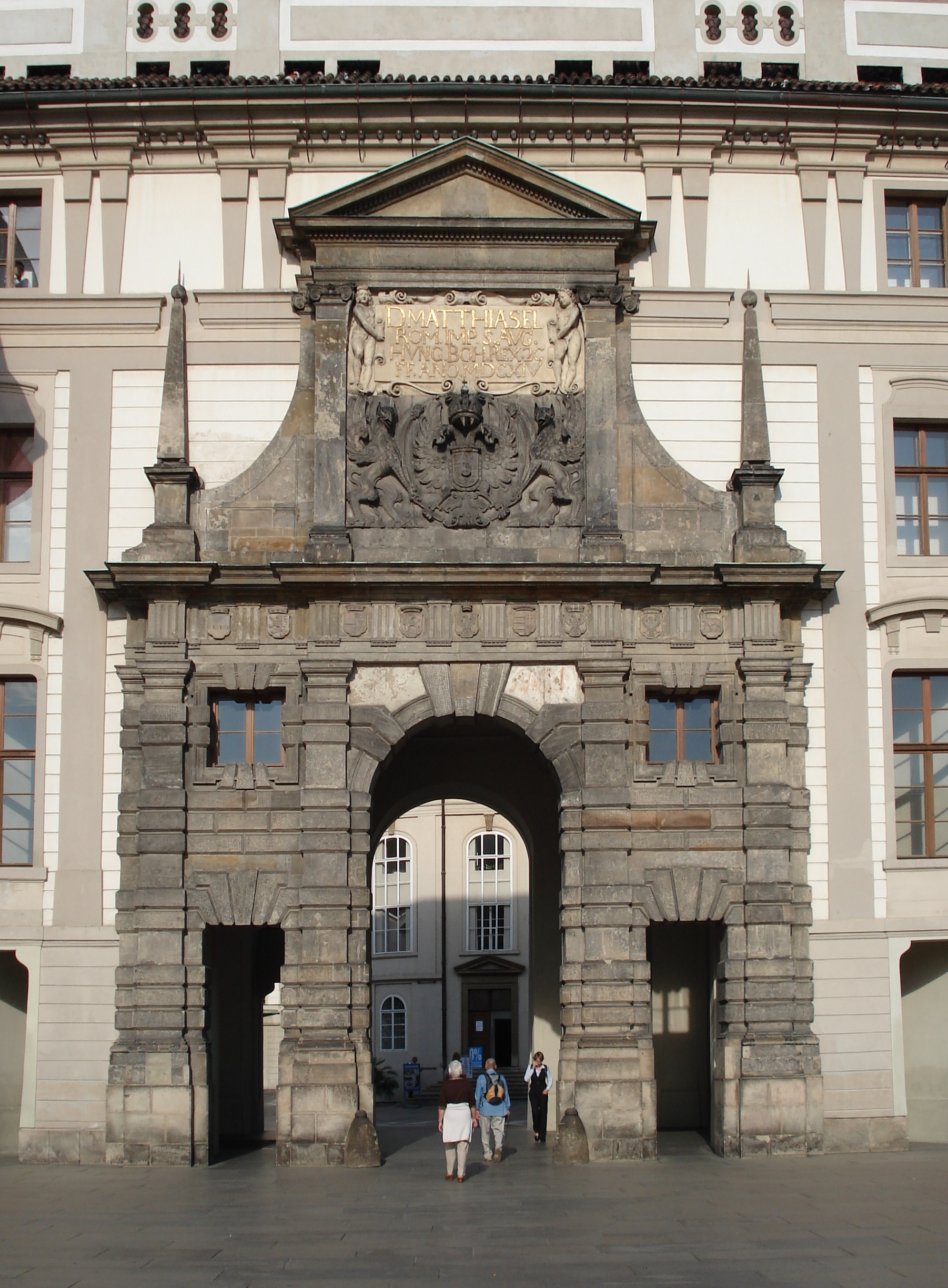
Das Matthiastor auf der Prager Burg

Das Matthiastor (tschechisch Matyášova brána) ist das repräsentative Eingangstor zur Prager Burg von Westen her, es bildet den Durchgang vom I. Burghof (Ehrenhof) zum II. Burghof. Nach der lateinischen Inschrift wurde es im Jahre 1614 unter Kaiser Matthias erbaut. Als Architekt gilt Giovanni Maria Philippi. Das ehemals freistehende Tor wurde im Zuge des theresianischen Umbaus der Prager Burg im 18. Jahrhundert in den Eingangsflügel des Neuen Königspalastes integriert. Das Tor gilt als das älteste säkulare Barockbauwerk in Prag.

## Geschichte und Beschreibung
Das Matthiastor wurde wahrscheinlich schon von Kaiser Rudolf II. als ein repräsentativer Haupteingang zur Burg in Auftrag gegeben und Matthias fügte später nur das Inschriftenfeld hinzu. Aufgrund einer Stilanalyse wird der kaiserliche Hofarchitekt und Vertreter des Manierismus und Frühbarock in Böhmen, Giovanni Maria Philippi, als Architekt des Tores angesehen.
Vor dem einst freistehenden Tor befand sich an der Stelle des heutigen Ehrenhofs ein Burggraben, der die Prager Burg vom heutigen Hradschiner Platz trennte. Links vom Tor befanden sich die Rüstkammer und das Haus des Schatzmeisters, der die kaiserlichen Kunstsammlungen verwaltete. Im Zuge des theresianischen Umbaus der Prager Burg in der zweiten Hälfte des 18. Jahrhunderts durch den Architekten Nikolaus von Pacassi wurde das Tor in den Eingangsflügel des Neuen Königspalastes integriert. Der Burggraben wurde zugeschüttet, die Gebäude vor dem Tor abgerissen und der heutige Ehrenhof errichtet.

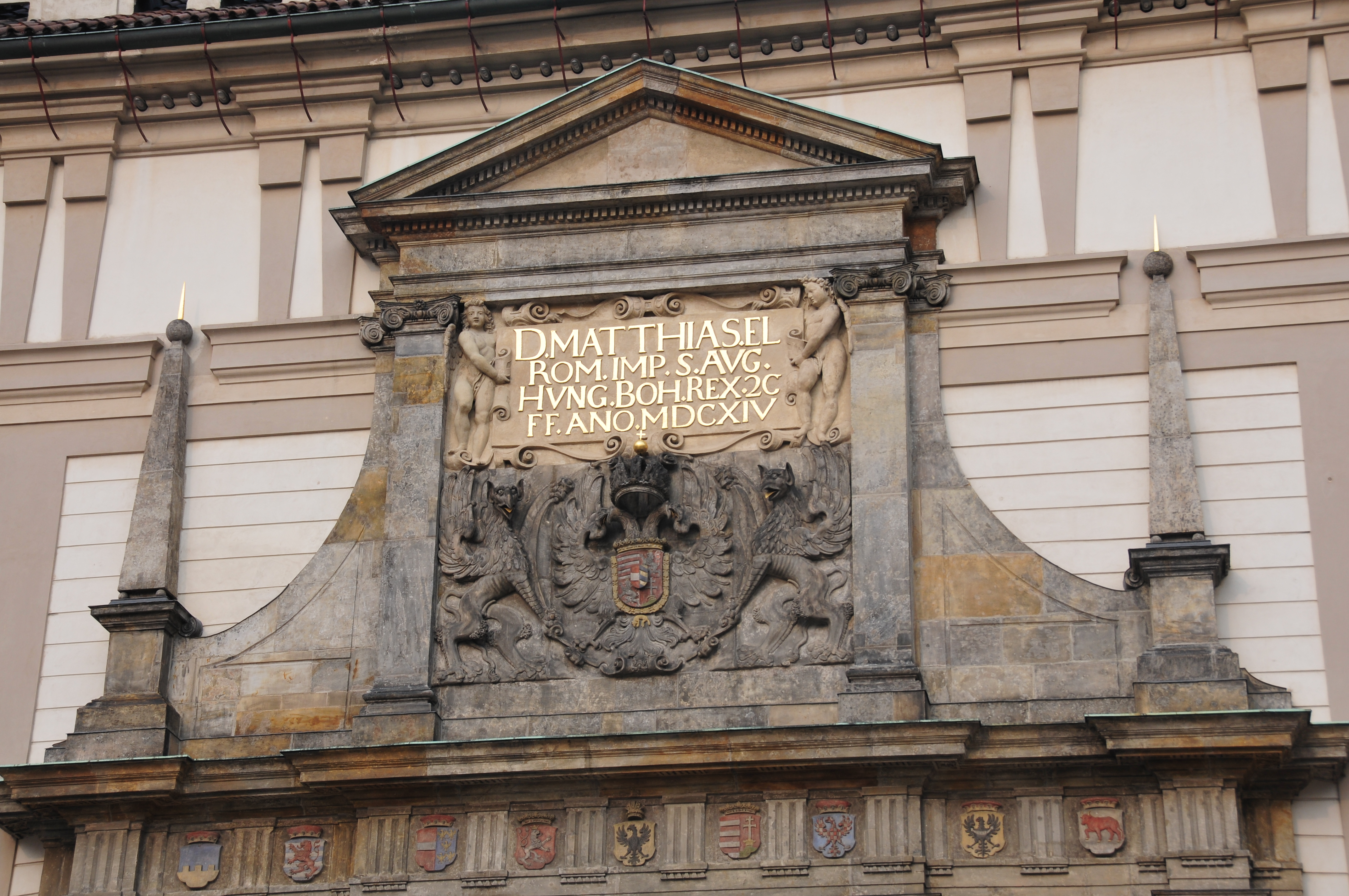
Giebel über dem Matthiastor

Das Matthiastor hat die Form eines antiken Triumphbogens mit zwei kleinen Seiteneingängen, quadratischen Fenstern darüber und einem reich verzierten Giebel mit zwei schlanken Obelisken an den Seiten. Die Inschriftentafel am Giebel besteht aus Stuck, während der Rest des Tores aus Stein gefertigt ist. Man vermutet daher, dass das Tor tatsächlich einige Jahre älter ist und wahrscheinlich schon von Rudolf II. in Auftrag gegeben wurde und nur die Inschriftentafel aus dem Jahre 1614 stammt.
Im Fries befinden sich Metopen mit den Wappen der habsburgischen Erblande (von links) – Niederlausitz, Luxemburg, Österreich, Böhmen, Habsburger Familienadler, Ungarn, Mähren, Schlesien, Oberlausitz.
Die Inschrift lautet:
D[OMINUS] MATTHIAS EL[ECTUS] / ROM[ANUS]. IMP[ERATOR]. S[EMPER]. AUG[USTUS]. / HUNG[ARIAE] BOH[EMIAE] REX ETC. / F[IERI] F[ECIT] AN[N]O MDCXIV.
Auf Deutsch: Herr Matthias, der gewählte römische Kaiser, der Erhabene, der König von Ungarn, der König von Böhmen usw. hat es 1614 errichten lassen.
Vom Durchgang durch das Matthiastor führt nach links ein prunkvoller Treppenaufgang, die sogenannte Säulenhalle, zu den Repräsentationsräumen im Nordflügel des Neuen Königspalastes, dem Rothmayer-Saal, dem Spanischen Saal und der Rudolfsgalerie. Die Säulenhalle wurde 1927 nach Plänen des slowenischen Architekten Jože Plečnik errichtet. Davor befindet sich ein Gittertor, das im Jahr 1978 vom Architekten K. Firbase entworfen wurde. Vom Matthiastor nach rechts führt eine von Pacassi 1765/1766 geschaffene Treppe zu den Repräsentationsräumen des Südflügels, dem Thron-, Brožík-, Spiegel-, Gesellschafts- und Musiksaal. Die Repräsentationsräume der Prager Burg sind der Öffentlichkeit nur zu besonderen Anlässen zugänglich. Traditionell sind dies die Nationalfeiertage am 8. Mai und 28. Oktober.